# Гастін (Каліфорнія)
Гастін (англ. Gustine) — місто (англ. city) в США, в окрузі Мерсед штату Каліфорнія. Населення — 6110 осіб (2020).

## Географія
Гастін розташований за координатами 37°15′16″ пн. ш. 120°59′42″ зх. д. / 37.25444° пн. ш. 120.99500° зх. д. (37.254514, -120.994870).  За даними Бюро перепису населення США в 2010 році місто мало площу 4,02 км², уся площа — суходіл.

## Демографія
Згідно з переписом 2010 року, у місті мешкало 5520 осіб у 1879 домогосподарствах у складі 1370 родин. Густота населення становила 1374 особи/км².  Було 2087 помешкань (520/км²).
Расовий склад населення:
| - 70,2 % — білих - 1,7 % — азіатів - 1,3 % — чорних або афроамериканців - 1,0 % — корінних американців - 0,1 % — вихідців з тихоокеанських островів - 21,6 % — осіб інших рас |

До двох чи більше рас належало 4,1 %. Частка іспаномовних становила 50,2 % від усіх жителів.
За віковим діапазоном населення розподілялося таким чином: 28,6 % — особи молодші 18 років, 57,1 % — особи у віці 18—64 років, 14,3 % — особи у віці 65 років та старші. Медіана віку мешканця становила 35,3 року. На 100 осіб жіночої статі у місті припадало 98,3 чоловіків;  на 100 жінок у віці від 18 років та старших — 96,4 чоловіків також старших 18 років.
Середній дохід на одне домашнє господарство  становив 57 805 доларів США (медіана — 38 125), а середній дохід на одну сім'ю — 65 168 доларів (медіана — 46 325). Медіана доходів становила 35 894 долари для чоловіків та 38 750 доларів для жінок. За межею бідності перебувало 15,6 % осіб, у тому числі 17,8 % дітей у віці до 18 років та 6,3 % осіб у віці 65 років та старших.
Цивільне працевлаштоване населення становило 2293 особи. Основні галузі зайнятості: сільське господарство, лісництво, риболовля — 18,4 %, роздрібна торгівля — 16,2 %, освіта, охорона здоров'я та соціальна допомога — 13,3 %.